# Verónica Plata
Verónica Plata Guerrero (Granada, 9 de mayo de 1982) es una soprano y musicóloga española, especializada en la interpretación de música antigua.

## Biografía

### Formación
Inició su formación vocal con Marian Bryfdir, realizando posteriormente los estudios superiores de canto en el Real Conservatorio Superior de Música "Victoria Eugenia" de su ciudad natal, de la mano de la profesora Ana Huete, que concluyó con las más altas calificaciones; paralelamente, realizó la carrera de Historia y Ciencias de la Música en la Universidad de Granada. Más tarde, se perfeccionó a través de clases magistrales con cantantes tan importantes como Teresa Berganza o Ana Luisa Chova, así como con el pianista repertorista Rubén Fernández Aguirre; además, ha recibido lecciones de importantes especialistas en música antigua, como Carlos Mena, Gerd Türk, Lambert Climent, Lluis Vilamajó o Eduardo López Banzo.

### Carrera
A lo largo de su carrera, se ha centrado en la interpretación históricamente informada del repertorio vocal antiguo. Esto le ha llevado a actuar como solista con formaciones sinfónicas como la banda municipal de música de Granada, orquesta Ciudad de Granada, Orquesta Provincial de Granada y la Orquesta Filarmonía Granada, así como con prestigiosos conjuntos de música antigua, como Ensemble La Danserye, Al Ayre Español, Orquesta Barroca de la Basílica de San Juan de Dios de Granada, Ensemble La Chimera, Ars Atlántica, Nova Lux Ensemble, Ensemble Kalenda, Il Modo Frigio o El Parnaso Español. Asimismo, ha sido integrante del Coro de la Orquesta Ciudad de Granada y del Coro Barroco de Andalucía y ha realizado colaboraciones con grupos vocales tan importantes como La Capella Reial de Catalunya, Música Ficta, La Grande Chapelle o Vozes de Al Ayre Español. En la actualidad, es integrante de la Capella Prolationum, así como de la Compañía Claroscuro; además, forma parte también de la compañía de ópera La voz humana, que fundó en 2011 junto al pianista Héctor Eliel Márquez y el escenógrafo Rafael Simón. Por otra parte, ha interpretado también música contemporánea con formaciones como Cuarteto de cuerda Ars Nova, Numen Ensemble o Taller Atlántico Contemporáneo.
Ha actuado como solista en óperas como La voix humaine de Francis Poulenc —encarnando el personaje de Elle—, Dido y Eneas —interpretando a Belinda—, King Arthur de Henry Purcell, y Rinaldo y Apolo y Dafne de Georg Friedrich Händel, así como en el estreno absoluto de La séptima luna de Santiago Martín Arnedo —en el papel de Leonor—. Como solista, ha interpretado asimismo obras como Magnificat de Johann Sebastian Bach, Gloria de Antonio Vivaldi, Membra Jesu Nostri de Dietrich Buxtehude, Musikalische Exequien de Heinrich Schütz, Locus iste de Anton Bruckner, Misa n.º 2, Salve Regina de Franz Schubert, Réquiem de Michael Haydn y Misa en do mayor de Ludwig van Beethoven, entre otras. Ha realizado varias grabaciones discográficas, así como para Radio Nacional de España.
Esta intensa actividad musical le ha llevado a ofrecer conciertos por toda la geografía española, así como en distintos países de Europa (Alemania y Francia) y América (Colombia). Ha actuado en ciclos tan relevantes como el Festival Internacional de Música y Danza de Granada, Festival de Música Antigua de Sevilla, Festival de Teatro Clásico de Almagro, Via Stellae, Festival de Música Antigua de Úbeda y Baeza, Festival de Música Antigua de Málaga, Festival Internacional de Música Sacra de Bogotá o la Fundación Juan March —donde fue invitada como solista en 2014—, y en salas de concierto como el auditorio Manuel de Falla de Granada, auditorio Baluarte de Pamplona, Círculo de Bellas Artes de Madrid, Teatro Real Coliseo de Carlos III, Corral de Comedias de Alcalá de Henares, La Caja Blanca de Málaga, Teatro Cervantes de Málaga o Teatro la Fundición de Sevilla. Además, ha trabajado bajo la dirección de importantes maestros, como Jordi Savall, Raúl Mallavibarrena, Harry Christophers, Albert Recasens, Michael Thomas, David Gálvez, Eduardo Egüez, Eduardo López Banzo, Carlos Mena, Diego Fasolis, Lluís Vilamajó, Aarón Zapico, Fernando Aguilá, Christophe Rousset, Francesc Prat, Mireia Barrera, Salvador Mas, Ignacio García Vidal, Daniel Mestre o Josep Pons.

## Galardones
- 2011 - I Certamen Internacional de Barroco Infantil del XXXV Festival Internacional de Teatro Clásico de Almagro. Mención Especial del Jurado (como integrante de la Compañía Claroscuro)

## Discografía
- 2008 - Serpiente Venenosa. Música en las Catedrales de Málaga y Cádiz en el siglo XVIII, con el Coro Barroco de Andalucía y la Orquesta Barroca de Sevilla, bajo la dirección de Diego Fasolis (Centro de Documentación Musical de Andalucía)
- 2012 - Audi, audi. El Cantar de los Cantares en la polifonía del Renacimiento; con Numen Ensemble, bajo la dirección de Héctor Eliel Márquez (IBS Classical)